# Simón Bolívar (Ecuador)
Naranjal ist eine Kleinstadt und die einzige Parroquia urbana im Kanton Simón Bolívar der ecuadorianischen Provinz Guayas. Die Parroquia besitzt eine Fläche von 128,4 km². Beim Zensus 2010 betrug die Einwohnerzahl der Parroquia 14.585. Davon lebten 7300 Einwohner im urbanen Bereich von Simón Bolívar.

## Lage
Die Parroquia Simón Bolívar liegt im Tiefland nordöstlich von Guayaquil unweit der westlichen Anden. Der Río Los Amarillos durchquert das Gebiet in nordwestlicher Richtung. Der Río Chilintomo fließt entlang der nordöstlichen Verwaltungsgrenze ebenfalls nach Nordwesten. Der 20 m hoch gelegene Hauptort Simón Bolívar befindet sich knapp 50 km ostnordöstlich der Provinzhauptstadt Guayaquil. Eine 14 km lange Nebenstraße verbindet Simón Bolívar mit Jujan, das an der Fernstraße E25 (Milagro–Babahoyo) liegt.
Die Parroquia Simón Bolívar grenzt im Nordosten an die Provinz Los Ríos mit der Parroquia Febres Cordero (Kanton Babahoyo), im Osten und im Südosten an die Parroquia Coronel Lorenzo de Garaicoa, im Südwesten an die Parroquia Mariscal Sucre und an das Municipio von Milagro (beide im Kanton Milagro) sowie im Nordwesten an den Kanton Jujan.

## Geschichte
Das heutige Simón Bolívar gehörte früher zur Parroquia Coronel Lorenzo de Garaicoa und war unter dem Namen „Vuelta de Gallina“ bekannt. Im Jahr 1940 wurde der damalige Caserío zu einer Comunidad aufgewertet und hieß von nun an „Simón Bolívar“. 1956 wurde Simón Bolívar zu einer Parroquia rural im Kanton San Jacinto de Yaguachi. Am 27. Mai 1991 wurde der Kanton Simón Bolívar gegründet und Simón Bolívar wurde eine Parroquia urbana und Sitz der Kantonsverwaltung. Namensgeber des Kantons, der Parroquia und dessen Hauptorts war Simón Bolívar, ein südamerikanischer Unabhängigkeitskämpfer.